# 스테이트 스포츠 센터
스테이트 스포츠 센터(State Sports Centre)는 오스트레일리아 뉴사우스웨일스주 시드니에 위치한 실내 경기장이다. NBL 시드니 킹스의 홈 경기장으로 사용되고 있다.